# Pediana webberae
Pediana webberae là một loài nhện trong họ Sparassidae.
Loài này thuộc chi Pediana. Pediana webberae được Arthur Stanley Hirst miêu tả năm 1996.